# Valgrind (nordisk mytologi)
 For alternative betydninger, se Valgrind (flertydig). (Se også artikler, som begynder med Valgrind)
Valgrind eller valgitter er i nordisk mytologi en port ind til Valhal.
| Nordisk mytologi | Spire Denne artikel om nordisk religion og mytologi er en spire som bør udbygges. Du er velkommen til at hjælpe Wikipedia ved at udvide den. |